# U 19 (U-Boot, 1936)
U 19 war ein deutsches U-Boot vom Typ II B, das im Zweiten Weltkrieg von der Kriegsmarine eingesetzt wurde.

## Geschichte
Es wurde am 20. Juli 1935 bei der Krupp Germaniawerft in Kiel auf Kiel gelegt. Die Indienststellung erfolgte bereits am 16. Januar 1936 durch den Kapitänleutnant Viktor Schütze.
Von der Indienststellung bis zum 31. Dezember 1939 war es als Kampfboot der U-Flottille „Weddigen“ unterstellt. Nach der Umgliederung der U-Flottillen war das Boot bis zum 30. April 1940 als Frontboot in der 1. U-Flottille in Kiel. Ab 1. Mai 1940 war es als Ausbildungsboot bei der 1. U-Ausbildungsflottille, ab 1. Juli 1940 als Ausbildungsboot bei der 24. U-Flottille in Memel, und schließlich ab 19. Dezember 1940 als Schulboot bei der 22. U-Flottille in Gotenhafen, wo es bis zu seiner Außerdienststellung im Mai 1942 blieb. Danach wurde es als Teil der 30. U-Flottille über Land und die Donau in das Schwarze Meer verlegt.
U 19 wurde nach wenigen Wochen Werftliegezeit als drittes Boot (nach U 24 und U 9) auf der rumänischen Donauwerft in Galați am 28. Dezember 1942 wieder in Dienst gestellt und über das Donaudelta und Schwarze Meer in den U-Boot-Stützpunkt in Constanța verlegt. Dort gehörte es bis zu seiner Selbstversenkung am 11. September 1944 als Frontboot der 30. U-Flottille an. U 19 fuhr im Schwarzen Meer elf Feindeinsätze.
U 19 unternahm insgesamt 20 Feindfahrten, auf denen 15 Schiffe mit einer Gesamttonnage von 35.871 BRT versenkt und zwei beschädigt wurden.

## Einsatzstatistik

### Erste Feindfahrt
Das Boot lief am 25. August 1939 um 9:45 Uhr von Wilhelmshaven aus und am 15. September 1939 um 10:00 Uhr in Kiel ein. Auf dieser 22 Tage dauernden Unternehmung in der Nordsee wurden keine Schiffe versenkt oder beschädigt.

### Zweite Feindfahrt
Das Boot lief am 27. September 1939 um 1:55 Uhr von Kiel aus und am 1. Oktober 1939 um 18:10 Uhr in Wilhelmshaven ein. Diese Unternehmung in der Nordsee musste nach fünf Tagen wegen Maschinenproblemen abgebrochen werden. Es wurden keine Schiffe versenkt oder beschädigt.

### Dritte Feindfahrt
Das Boot lief am 14. Oktober 1939 um 2:31 Uhr von Kiel aus und am 18. Oktober 1939 um 17:45 Uhr in Wilhelmshaven ein. Auf dieser fünf Tage dauernden Minenlegeunternehmung vor dem Inner-Dowsing-Feuerschiff wurden neun Minen gelegt, auf die drei Schiffe mit insgesamt 10.970 BRT aufliefen und sanken.
- 21. Oktober 1939: Versenkung des französischen Dampfers Capitaine Edmond Laborie (3.087 BRT) (Lage) durch einen Minentreffer. Er fuhr in Ballast und war auf dem Weg von Bordeaux zum Tyne. Es gab keine Toten.

- 21. Oktober 1939: Versenkung des norwegischen Dampfers Deodata (3.295 BRT) (Lage) durch einen Minentreffer. Er fuhr in Ballast und war auf dem Weg von Constanța nach Grangemouth. Es gab keine Toten.

- 24. Oktober 1939: Versenkung des griechischen Dampfers Konstantinos Hajipateras (4.592 BRT) (Lage) durch einen Minentreffer. Er hatte 8.412 t Schrott geladen und befand sich auf dem Weg von Boston zum Tyne. Es gab vier Tote.

### Vierte Feindfahrt
Das Boot lief am 14. November 1939 um 11:50 Uhr von Wilhelmshaven aus und am 20. November 1939 um 11:40 Uhr wieder dort ein. Auf dieser acht Tage dauernden Minenunternehmung vor Orfordness wurden neun Minen gelegt, auf die ein Schiff mit 6.371 BRT auflief und sank.
- 18. November 1939: Versenkung des jugoslawischen Dampfers Caricia Milica (6.371 BRT) durch einen Minentreffer. Er hatte Kohle geladen und befand sich auf dem Weg vom Tyne nach Dubrovnik.

### Fünfte Feindfahrt
Das Boot lief am 4. Januar 1940 um 22:40 Uhr von Kiel aus und am 12. Januar 1940 um 14:30 Uhr wieder dort ein. Auf dieser sieben Tage dauernden und zirka 1.100 sm über und 85,5 sm unter Wasser langen Unternehmung in der Nordsee und vor der schottischen Küste wurde ein Schiff mit 1.343 BRT versenkt.
- 9. Januar 1940: Versenkung des norwegischen Dampfers Manx (1.343 BRT) (Lage) durch einen Torpedo. Er hatte Kohle geladen und befand sich auf dem Weg von West Hartlepool nach Drammen. Es gab 13 Tote und sechs Überlebende.

### Sechste Feindfahrt
Das Boot lief am 18. Januar 1940 um 22:40 Uhr von Kiel aus und am 28. Januar 1940 um 15:10 Uhr in Wilhelmshaven ein. Auf dieser elf Tage dauernden und 1.061 sm über und 119,5 sm unter Wasser langen Unternehmung vor der britischen Nordküste wurden vier Schiffe mit 8.855 BRT versenkt.
- 23. Januar 1940: Versenkung des britischen Dampfers Baltanglia (1.523 BRT) (Lage) durch einen G7e-Torpedo. Er hatte Frachtgut geladen und befand sich auf dem Weg von Homelvik in Norwegen über den Tyne nach Rochester. Es gab keine Toten, 28 Überlebende.

- 23. Januar 1940: Versenkung des norwegischen Dampfers Pluto (1.598 BRT) (Lage) durch einen G7e-Torpedo. Er fuhr in Ballast und war auf dem Weg von Bergen zum Tees. Es gab keine Toten.

- 25. Januar 1940: Versenkung des lettischen Dampfers Everne (ex Louvain, 4.434 BRT) durch einen G7a-Torpedo. Er hatte unbekannte Fracht geladen und war auf dem Weg von Blyth nach Libau. Es gab einen Toten und 30 Überlebende.

- 25. Januar 1940: Versenkung des norwegischen Dampfers Gudveig (1.300 BRT) durch einen G7e-Torpedo. Er hatte Kohle geladen und befand sich auf dem Weg vom Tyne nach Bergen. Es gab zehn Tote und acht Überlebende.

### Siebente Feindfahrt
Das Boot lief am 12. Februar 1940 um 6:19 Uhr von Wilhelmshaven aus und am 26. Februar 1940 um 15:22 Uhr wieder dort ein. Auf dieser 15 Tage dauernden und 1.358 sm über und 178 sm unter Wasser langen Unternehmung in der Nordsee wurden keine Schiffe versenkt oder beschädigt. Am 21. Februar 1940 griff eine britische Eskorte U-19 vor Ronaldsay vor den Orkney-Inseln mit Wasserbomben an und verursachte dabei leichten Schaden.

### Achte Feindfahrt
Das Boot lief am 14. März 1940 um 18.40 Uhr von Wilhelmshaven aus und am 23. März 1940 um 9.30 Uhr wieder dort ein. Auf dieser neun Tage dauernden und 975 sm über und 110 sm unter Wasser langen Unternehmung in der Nordsee wurden vier Schiffe mit 5.517 BRT versenkt.
- 19. März 1940: Versenkung des dänischen Dampfers Minsk (1.229 BRT) (Lage) durch einen G7e-Torpedo. Er hatte eine unbekannte Ladung und war auf dem Weg nach Esbjerg. Es gab elf Tote und neun Überlebende.

- 19. März 1940: Versenkung des dänischen Dampfers Charkow (1.026 BRT) (Lage) durch einen G7e-Torpedo. Er fuhr in Ballast und war auf dem Weg von Manchester nach Esbjerg (Dänemark).

- 20. März 1940: Versenkung des dänischen Dampfers Viking (1.153 BRT) (Lage) durch einen G7e-Torpedo. Er fuhr in Ballast und war auf dem Weg von Frederikshavn nach Blyth. Es gab 15 Tote und zwei Überlebende.

- 20. März 1940: Versenkung des dänischen Dampfers Bothal (2.109 BRT) durch einen G7e-Torpedo. Er fuhr in Ballast und war auf dem Weg von Frederikshavn nach Blyth. Es gab 15 Tote und fünf Überlebende.

### Neunte Feindfahrt
Das Boot lief am 3. April 1940 um 13:15 Uhr von Wilhelmshaven aus und am 23. April 1940 um 19:00 Uhr dort wieder ein. Auf dieser 21 Tage dauernden und 1.488 sm über und 418 sm unter Wasser langen Unternehmung in den Pentland Firth wurden keine Schiffe versenkt oder beschädigt.

### Zehnte Feindfahrt
Das Boot lief am 21. Januar 1943 um 14:02 Uhr von Constanța aus und am 19. Februar 1943 um 13:15 Uhr wieder dort ein. Auf dieser 30 Tage dauernden und 3.505 sm über und 181,2 sm unter Wasser langen Unternehmung im Schwarzen Meer und vor der Kaukasus-Küste wurden keine Schiffe versenkt oder beschädigt. Am 13. Februar 1943 um 15.45 Uhr wurde das Boot vor Gelendschik von vier nicht identifizierten Flugzeugen angegriffen; zwei Wasserbomben verursachten geringen Schaden.

### Elfte Feindfahrt
Das Boot lief am 17. März 1943 um 6:06 Uhr von Constanța aus und am 30. März 1943 um 13:45 Uhr wieder dort ein. Auf dieser 14 Tage dauernden Unternehmung im Schwarzen Meer vor Suchumi wurde ein Schiff mit 7.661 BRT beschädigt.
- 23. März 1943: Beschädigung des sowjetischen Tankers Kreml (7.661 BRT) durch einen Torpedo.

### Zwölfte Feindfahrt
Das Boot lief am 14. April 1943 von Constanța aus und am 4. Mai 1943 wieder dort ein. Auf dieser 21 Tage dauernden Unternehmung vor der Kaukasus-Küste wurden keine Schiffe versenkt oder beschädigt.

### Dreizehnte Feindfahrt
Das Boot lief am 10. Juni 1943 um 13:51 Uhr von Constanța aus und lief am 10. Juli 1943 um 8:00 Uhr wieder dort ein. Auf dieser 23 Tage dauernden und 2.952,4 sm über und 340,7 sm unter Wasser langen Unternehmung im Schwarzen Meer und vor der Kaukasus-Küste wurden keine Schiffe versenkt oder beschädigt.

### Vierzehnte Feindfahrt
Das Boot lief am 25. Juli 1943 um 14:00 Uhr von Constanța aus und am 24. August 1943 um 11:00 Uhr dort wieder ein. Auf dieser 31 Tage dauernden Unternehmung im Schwarzen Meer vor der Kaukasus-Küste wurden keine Schiffe versenkt oder beschädigt.

### Fünfzehnte Feindfahrt
Das Boot lief am 11. November 1943 um 17:15 Uhr von Constanța aus und am 2. Dezember 1943 um 12:15 Uhr wieder dort ein. Auf dieser 23 Tage dauernden Unternehmung im Schwarzen Meer vor der Kaukasus-Küste wurden keine Schiffe versenkt oder beschädigt.

### Sechzehnte Feindfahrt
Das Boot lief am 22. Dezember 1943 um 7:00 Uhr von Constanța aus und am 19. Januar 1944 um 9:45 Uhr wieder dort ein. Auf dieser 29 Tage dauernden und 3.331,3 sm über und 182,7 sm unter Wasser langen Unternehmung im Schwarzen Meer vor der Kaukasus-Küste wurden keine Schiffe versenkt oder beschädigt.

### Siebzehnte Feindfahrt
Das Boot lief am 10. Februar 1944 um 3:50 Uhr von Constanța aus und am 7. März 1944 um 10:00 Uhr wieder dort ein. Auf dieser 27 Tage dauernden und 2.723,1 sm über und 412 sm unter Wasser langen Unternehmung im Schwarzen Meer und an der Kaukasus-Küste wurden keine Schiffe versenkt oder beschädigt.

### Achtzehnte Feindfahrt
Das Boot lief am 10. April 1944 um 13:48 Uhr von Constanța aus und am 6. Mai 1944 um 9:30 Uhr wieder dort ein. Auf dieser 27 Tage dauernden und 3.013,3 sm über und 356,7 sm unter Wasser langen Unternehmung im Schwarzen Meer und vor der Kaukasus-Küste wurden keine Schiffe versenkt oder beschädigt.

### Neunzehnte Feindfahrt
Das Boot lief am 6. Juni 1944 um 14:00 Uhr von Constanța aus und am 8. Juli 1944 um 8:45 Uhr wieder dort ein. Auf dieser 33 Tage dauernden Unternehmung im Schwarzen Meer und vor der Kaukasus-Küste wurde ein Leichter mit zirka 500 BRT versenkt.
- 27. Juni 1944: Versenkung des sowjetischen Leichters Barscha (No. 75) (ca. 500 BRT) durch einen G7e-Torpedo.

### Zwanzigste Feindfahrt
Das Boot lief am 25. August 1944 von Constanța aus. Auf dieser letzten 17 Tage dauernden Unternehmung im Schwarzen Meer vor Constanța wurde ein Minensucher versenkt. Das Boot wurde nach dem Verlust des Stützpunktes Constanța von seiner Besatzung vor der türkischen Schwarzmeerküste selbstversenkt.
- 2. September 1944: Versenkung des sowjetischen Minensuchers BTSC-410 Wschryw (441 t) (Lage) durch einen Torpedo.

## Verbleib
U 19 gehörte wie U 9, U 18 und U 24 zu den Booten der 30. U-Flottille, die am 20. August 1944 beim sowjetischen Luftangriff auf den U-Boot-Stützpunkt Constanța an der dortigen Pier lagen, schwer beschädigt wurden und nicht mehr oder kaum noch einsatzfähig waren.
U 19 stand voll ausgerüstet vor einem neuen Einsatz und war am Morgen des 20. August 1944 nach Trimm- und Tauchversuchen im Seegebiet vor Constanța zunächst wieder in den U-Stützpunkt zurückgekehrt. Beim dann folgenden Luftangriff wurden die gesamte Turmverkleidung sowie die „Wintergartenplattform“ stark zerstört und die hölzerne Oberdeckverkleidung verbrannt. Das Zentralesehrohr und die 2-cm-Doppelflak waren nicht mehr einsatztauglich. Außerdem hatte U 19 durch den Angriff den Tod von zwei Besatzungsmitgliedern zu beklagen und die Netzabweiser waren zerstört sowie die vordere Tauchzelle beschädigt. Weil jedoch Druckkörper und Maschinen nicht beschädigt waren, lief U 19 nach dem Spannen einer Notantenne (anstelle der Netzabweiser) und weiteren für einen Einsatz dringenden Reparaturen mit Eigenmitteln doch noch am 25. August 1944 in das befohlene Operationsgebiet östlich vor Constanța aus.
Am 2. September 1944 befand sich das Boot bei Anbruch der Morgendämmerung vor der östlichen Sperrlücke und versenkte dort mit einem Torpedo aus einem nach Constanța laufenden sowjetischen Konvoi das Minensuchboot Wrschyw (441 t).
Am 9. September 1944 um 18:00 Uhr trafen sich noch einmal die Kommandanten der noch in See befindlichen Boote U 20 und U 23 an Bord von U 19 – etwa 200 Seemeilen vor der türkischen Küste auf der Position 42° 35′ N, 30° 20′ O – zu einer letzten Besprechung über ihr weiteres Vorgehen.
U 19 wurde am 10. September 1944 um 22:35 Uhr nach dem Aufbrauchen des Treibstoffes an der türkischen Schwarzmeerküste nordwestlich von Kilimli bei Zonguldak von der Besatzung selbstversenkt. Die Position war 41° 34′ N, 31° 50′ O im Marine-Planquadrat CL 7445. Die Besatzung des Bootes, ausgenommen das Sprengkommando, betrat zuvor in kleinen Gruppen türkisches Territorium. Besatzung und Sprengkommando wurden wenige Stunden später festgenommen und über die restliche Dauer des Krieges in der Türkei interniert.
U 19 wurde entgegen der Planung anstatt am 10. September 1944 erst am 11. September 1944 gegen 23:15 bei vorgenannten Koordinaten durch Sprengung durch den Kommandanten Hubert Verpoorten und den leitenden Ingenieur Fritz Arndt als Sprengkommando selber versenkt. Die Festnahme der Besatzung erfolgte durch türkische Beamte und Soldaten am 12. September 1944 gegen 21:30 auf dem Bahnhof von Filyos.